# Kempershäuschen
Kempershäuschen ist ein Ortsteil im Stadtteil Refrath von Bergisch Gladbach.

## Geschichte
Die Bezeichnung Kempershäuschen ist aus der alten Gewannenbezeichnung Am Kempers Häuschen hervorgegangen, die das Urkataster im Bereich der heutigen Straße verzeichnet. Das Bestimmungswort Kemper/Kämper leitet sich vermutlich von der Berufsbezeichnung Kämper her. Dabei handelt es sich um einen Hirt auf der Viehweide. Demnach war das Kämpers Häuschen ein Hirtenhäuschen. Nicht ausgeschlossen werden kann Kemper als Nebenform der Flurbezeichnung Kempel/Kümpel bzw. der verwandten Form Kump/Komp. In diesem Fall würde das Bestimmungswort auf die Vertiefung des Bachbetts oder eine Viehtränke hinweisen.
Die Ortschaft gehörte zur Bürgermeisterei Bensberg im Kreis Mülheim am Rhein.
Aufgrund des Köln-Gesetzes wurde die Stadt Bensberg mit Wirkung zum 1. Januar 1975 mit Bergisch Gladbach zur Stadt Bergisch Gladbach zusammengeschlossen. Dabei wurde der Ort auch Teil von Bergisch Gladbach.
| Jahr | Einwohner | Wohn- gebäude | Kategorie  |
| ---- | --------- | ------------- | ---------- |
| 1845 | 9         | 2             | Bauergüter |
| 1871 | 18        | 3             | Hofstelle  |
| 1885 | 25        | 6             | Wohnplatz  |
| 1895 | 18        | 2             | Wohnplatz  |
| 1905 | 29        | 4             | Wohnplatz  |